# Ozyptila tenerifensis
Ozyptila tenerifensis är en spindelart som beskrevs av Jörg Wunderlich 1992. Ozyptila tenerifensis ingår i släktet Ozyptila och familjen krabbspindlar.
Artens utbredningsområde är Kanarieöarna. Inga underarter finns listade i Catalogue of Life.